# 유수일
유수일(劉修一, 1945년 3월 23일 ~ 2025년 5월 28일)은 대한민국 로마 가톨릭교회의 성직자이다. 세례명은 프란치스코 하비에르이며, 현재 천주교 군종교구 제3대 교구장 주교이자 한국 교회의 두 번째 수도자 출신 주교이기도 하다. 서울대학교 사범대학 영어교육과를 졸업하고 1973년 작은형제회에 입회해 1980년 2월 25일 사제품을 받았다. 1990년 미국 뉴욕 성 보나벤투라 대학에서 영성신학 석사학위를 받았으며 작은형제회 한국관구장, 한국남자수도회·사도생활단 장상협의회 회장, 작은형제회 동아시아협의회 회장, 작은형제회 본부 총평의원을 역임하다가 2010년 7월 16일 군종교구장에 취임하여 2021년까지 역임하였다. 주교 서품 및 착좌식은 2010년 9월 15일 오후 2시 논산 육군훈련소 내 성 김대건 안드레아 성당에서 거행되었다.

## 생애
1945년 3월 23일 충청남도 논산에서 4남매 중 막내로 태어났다. 불교와 미신 등 토속신앙을 믿는 집안에서 성장한 그는 중학교를 수석으로 합격할 만큼 학업에 남다른 재능을 가지고 있었다. 이후 대전고등학교에 진학하였으며, 가난한 형편 때문에 장학금과 가정교사를 하면서 번 돈으로 학업을 이어갔다. 천주교를 처음 접한 것도 이즈음이었다.
누구의 인도를 받은 것도 아닌데, 그는 홀로 대전 대흥동성당을 찾아갔다. 반기는 사람도 없었고, 챙겨주는 사람들도 없었다. 하지만 당시 성당을 다녔던 3개월의 기억은 유수일에게 평생 잊지 못할 깊은 여운을 남겼다.
서울대학교 사범대학 영어교육과에 입학한 유수일은 같은 반 친구를 통해 개신교의 한 선교회를 알게 됐다. 이곳을 통해 예수 그리스도와 삼위일체 등 하느님에 대한 신앙을 갖게 됐다. 당시 가난으로 괴로움을 겪었던 그에게 있어 예수와 영접할 기회를 준 신앙은 큰 기쁨이자 힘이었다.
1969년 대학을 졸업하고 대기업에 입사했지만, 1년 후 선교사로서의 삶을 살기 위해 안정된 삶을 포기했다. 선교사 교육을 받으면서 유수일은 처음으로 아시시의 프란치스코 성인을 접했다. 그의 삶에 감명을 받아 성인전도 단숨에 읽어 버릴 정도였다. 그러면서 점차 개신교에 대한 회의가 들기 시작했다. 3개월이라는 짧은 시간이었지만 천주교 미사의 거룩함과 성스러움에 대한 여운이 마음 속 깊은 곳에서 피어 올라왔다.
마침 잠시 근무하던 대전 대성고등학교 근처엔 작은형제회 수도원이 있었다. 수도회측으로부터 입회하려면 3년이라는 시간을 기다려야 한다는 말을 들은 그는 강원도 강릉에 있는 학교로 이동하면서까지 그 시간을 기다렸다. 그동안 교리를 받고 세례를 받았다. 그리고 약 1년 3개월 만인 1973년 유수일은 결국 수도회에 입회했다.
1974년 유수일은 서울 대신학교(현 가톨릭대학교 신학대학) 2학년으로 편입했고, 종신서원(1979년)을 한 이듬해 사제서품을 받았다. 그리고 3개월이라는 짧은 세월 동안 본당사제로 근무하였는데, 수원교구 세류동본당과 마산교구 칠암동본당에서 사목활동을 했다. 본당사제로서의 역할을 마친 그는 이후 작은형제회 한국 준관구장, 수도자 신학원장, 한국관구장, 본부 총평의원, 정동 성 프란치스코 수도원 수호자, 서울 청원소 부수호자 등을 역임해 오다가 2010년 7월 16일 군종교구장 주교로 임명되었다.

## 문장
유수일 주교의 문장은 방탄모와 물고기, 비둘기로 육ㆍ해ㆍ공군을 형상화해 군종교구장이라는 특수사목직을 명료하게 드러냈다. 성경의 의미가 깊은 상징물을 집약해 인류 구원을 위한 노아의 방주를 중심개념으로 삼았다.
방주의 돛대인 십자가는 하느님과 일치를 이루는 중심축이다. 십자가 3개 점은 그리스도가 십자가에서 흘린 피와 삼위일체 하느님을 상징한다.
비둘기는 노아가 방주에서 날려보낸 비둘기가 올리브 잎을 물고 온 것(창세 8)을 형상화한 것으로, 평화에 대한 희망과 회복의 표현이다. 예수가 제자들에게 “내 평화를 너희에게 준다. 내가 주는 평화는 세상이 주는 평화와 같지 않다.”(요한 14,27)라고 말한 것처럼 군이 사랑과 정의에 바탕을 두고 조국 평화통일을 위해 힘쓰고 있는 점을 부각시켰다.
물고기는 그리스도 신자와 구원받아야 할 영혼을 상징한다. 뒤집어 놓은 방탄모는 지상의 모든 생명을 구원할 방주를 연상시킨다.
문장 하단에는 유수일 주교의 사목표어인 “끊임없이 기도하며”(1테살 5,17)를 넣었다. 영성생활과 복음전파 과업에서 가장 중요한 영적 양식이 기도생활임을 사도 바오로의 테살로니카 신자들에게 보낸 첫째 서간을 통해 드러낸 것이다.